# Дигидроксодикарбонат меди(II)
Дигидроксодикарбонат меди(II) — неорганическое соединение, основная соль металла меди и угольной кислоты с формулой Cu3(OH)2(CO3)2, синие кристаллы, не растворимые в воде.

## Получение
- В природе встречается минерал азурит — практически чистый Cu3(OH)2(CO3)2.

## Физические свойства
Дигидроксодикарбонат меди(II) образует тёмно-зелёные кристаллы моноклинной сингонии, пространственная группа P 21/a, параметры ячейки a = 0,5008 нм, b = 0,5844 нм, c = 1,0336 нм, β = 92,45°, Z = 4.
Не растворим в воде, р ПР = 46.

## Химические свойства
- Разлагается при нагревании:

{\displaystyle {\mathsf {Cu_{3}(OH)_{2}(CO_{3})_{2}{\xrightarrow {220^{o}C}}3CuO+2CO_{2}+H_{2}O}}}